# Франклиния
Франклиния алатамаха (лат. Franklinia alatamaha) — вид растений из монотипного рода Франклиния семейства Чайные (Theaceae).

## Ботаническое описание

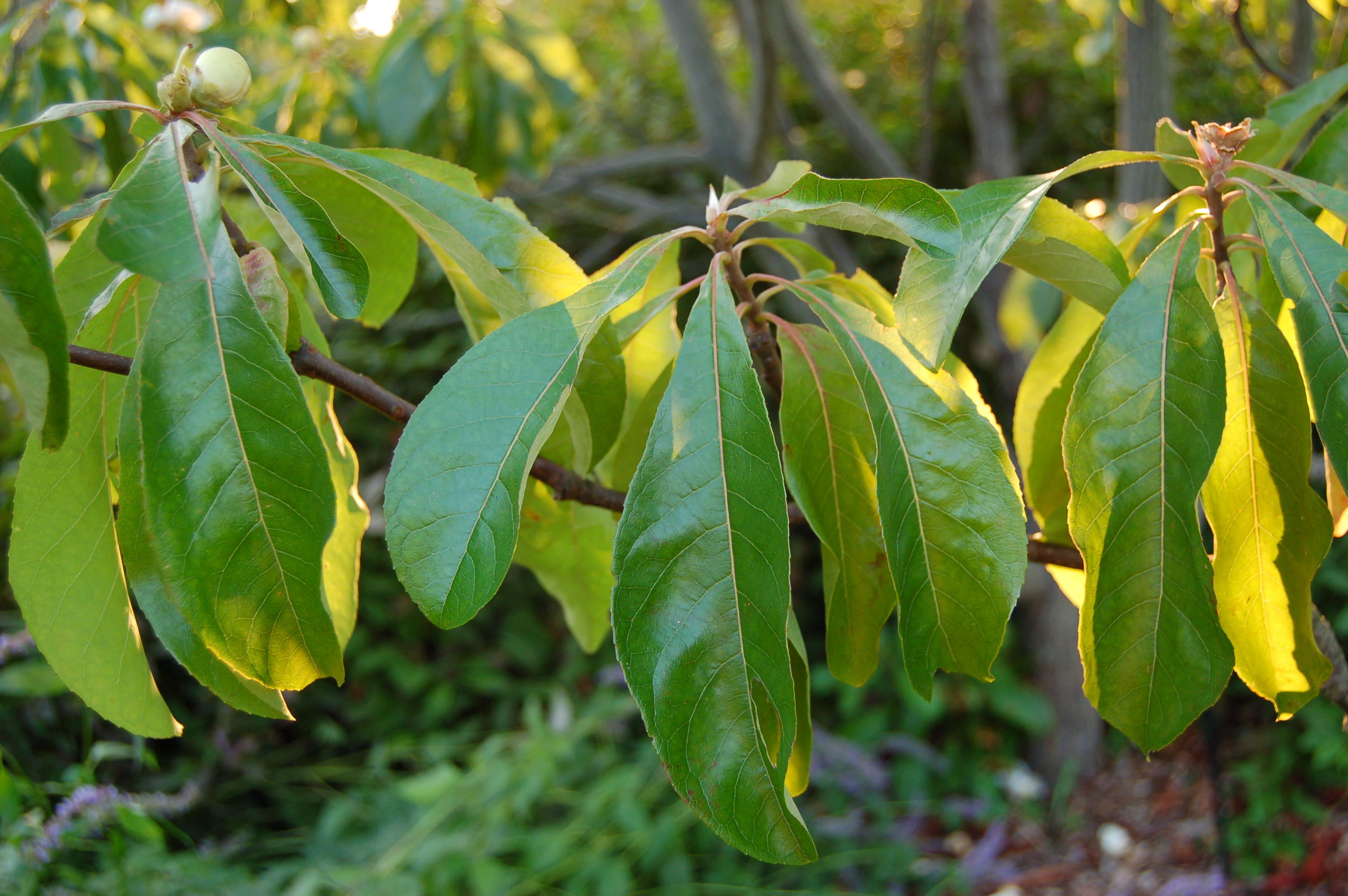
Листья франклинии

Листопадное дерево с пирамидальной кроной, вырастающее до 6 (по другим данным, до 10) м в высоту. Кора серого цвета, со светлыми прожилками. Листья обратнояйцевидные, до 15 см длиной, осенью приобретают яркий красно-оранжевый цвет. Цветки появляются летом или ранней осенью, деревья могут продолжать цветение уже после покраснения листьев. Плод — созревающая до 14 месяцев коробочка, состоящая из пяти частей, своеобразно раскрывающаяся при созревании.

## История открытия и охранный статус
Франклинию впервые обнаружили в 1765 году американские ботаники сын и отец Уильям и Джон Бартрамы в дельте реки Алтамаха в Джорджии. Они собралии с неё семена и посеяли их в ботаническом саду Филадельфии, где они проросли. Уильям Бартрам отнёс растение к новому роду, назвав его в честь большого друга своего отца — Бенджамина Франклина. В 1785 году двоюродный брат Бартрама — Хамфри Маршалл — описал и опубликовал (в своём каталоге древесной флоры Северной Америки Arbustrum Americanum) новый вид Franklinia alatamaha.
В 1803 году франклиния исчезла в дикой природе. Основными причинами вымирания были вырубка леса и последующая вспашка участка. Франклиния выращивается в ботанических садах и парках.